# Кураж — трусливый пёс
«Кура́ж — трусливый пёс» (англ. Courage the Cowardly Dog) — американский анимационный мультсериал в жанре комедия ужасов, созданный Джоном Дилвортом. Мультсериал повествует о собаке по имени Кураж и её хозяевах: Мюриэл Бэгг — любезной пожилой шотландской женщине, и Юстасе Бэгге — ворчливом и раздражительном пожилом фермере, которые живут вместе на ферме в центральной части вымышленного города Нигде, штат Канзас (часто называемом «Середина Нигде»).
Дилворт представил сериал на показе короткометражных мультфильмов Hanna-Barbera «Какой мультфильм!» и пилотный проект под названием «Цыпленок из космоса», показанный на Cartoon Network 18 февраля 1996 года. Был номинирован на премию Academy Award.

## Сюжет мультсериала
Сюжет вращается вокруг подвигов и мужества небольшого пса, который, несмотря на своё имя (англ. Courage — мужество), боится самых прозаических вещей. Его страхи, как правило, являются обоснованными, ведь Мюриэл и Юстаса постоянно атакуют различные опасности, в которых Кураж должен набираться храбрости и спасать пенсионеров и самого себя.
Каждая серия начинается с рассказа о прошлом Куража: «Маленьким щенком его нашла Мюриэл, которая живёт в городе Нигде со своим мужем Юстасом Бэггом. Странные вещи творятся в городе, только Кураж спасёт свой новый дом».
Всего было снято 102 серии за четыре сезона. Трансляция проходила с 12 ноября 1999 по 22 ноября 2002

## Список серий

### Сезон 1
| № серии | Название серии                            | Сюжет |
| ------- | ----------------------------------------- | --- |
| 1       | Ночь в Котц мотеле                        | Кураж, Мюриэл и Юстас останавливаются в мотеле, но не всё так просто, как кажется, ведь владельцем этого мотеля является коварный злодей Котц. |
| 2       | Бабушкино рагу                            | Лис-кулинар похищает бабушку Мюриэл, когда она дремлет на скамейке в парке, чтобы сделать из неё рагу. |
| 3       | Тень Куража                               | Зловредный капиталист умирает в одиночестве, а его тень поселяется на ферме Юстаса и Мюриел. |
| 4       | Доктор Ле Кряк, специалист по амнезии     | Лгун и грабитель Ле Кряк решает обмануть Мюриэл, воспользовавшись тем, что она потеряла память. |
| 5       | Кураж и Снежный Человек                   | Музей Нигде назначает награду за поимку таинственного снежного человека, который оказывается простым мальчиком. |
| 6       | Горячая голова                            | Юстас достаёт экспериментальное средство для выращивания волос, но Кураж узнаёт о его опасных побочных эффектах. |
| 7       | Демон из матраса                          | Юстас покупает у бродячих торговцев-крыс новый матрас, но в нём живёт демон. |
| 8       | Безумный Фред                             | На ферму приезжает племянник Мюриэл — сбежавший из психиатрической больницы парикмахер-маньяк Фред. |
| 9       | Ночь Крота-оборотня                       | В ночь полнолуния появляется крот-оборотень, который ест кроликов и кусает людей. Один из них укусил Мюриэл… |
| 10      | Мамин день                                | Юстас едет навестить свою маму, а отношения между ними весьма напряжены. |
| 11      | Братья Кряк                               | Инопланетные утки летят спасать своего младшего брата. |
| 12      | Ширли медиум                              | Для того что бы открыть коробку с деньгами Юстас и Мюриел вызывают Ширли (предсказательницу) для того что бы вызвать покойного брата Юстаса и узнать как открыть коробку. Но когда Юстас открыл коробку он даже и не ожидал что в ней будет "нечто". |
| 13      | Проклятье фараона Рамзеса                 | Кураж находит древнеегипетскую плиту, зарытую накануне грабителями. Юстас узнаёт, что эта древняя плита стоит миллион долларов и хочет продать её, чтобы стать миллионером. Но эту плиту нужно вернуть на прежнее место, иначе Юстаса, Мюриэл и Куража постигнет ужасное проклятие фараона Рамзеса. Но жадный Юстас категорически не хочет расставаться со столь ценной плитой. |
| 14      | Большая нога                              | У Юстаса воспалился очень странный грибок. Грибок не уходил. В результате чего его затянула большая нога, которая угрожала Куражу убить Мюриэл если тот не выполнит её условий. |
| 15      | Горбун из города Нигде                    | Некрасивый, но очень добрый горбун попросился переночевать на ферму. Мюриэл и Кураж не против этого, чего нельзя сказать о Юстасе. |
| 16      | Гусиные боги сошли с ума                  | Гусиный бог влюбляется в Мюриэл и хочет, чтобы она ответила ему взаимностью. |
| 17      | Королева чёрной лужи                      | Злой дух, обитающий в луже, уводит Юстаса, притворившись красивой женщиной. Мюриэл так сильно страдает и плачет из-за исчезновения Юстаса, что Кураж решает найти Юстаса и вернуть его обратно домой. |
| 18      | Как хочется быть режиссёром               | Мертвец, притворяющийся режиссёром Бентином Тарантеллой, хочет убить Мюриэл. |
| 19      | Снеговик грядет                           | Живой говорящий Снеговик отказывается таять в связи с глобальным потеплением. Он изобретает машину, способную извлечь из человека ген, с помощью которого можно предотвратить своё таяние и жить дальше. Снеговик хочет получить этот ген из Юстаса Бэгга. |
| 20      | Милый, очаровательный и прелестный утенок | Маленький утёнок считает Юстаса своим родителем и очень любит его. Но утёнок хочет избавиться от Мюриэл, которая тоже любит Юстаса. Он пытается её убить, хотя делает вид, что заботится о ней и ведёт себя очень услужливо. |
| 21      | Бычьи головы                              | Юстас и Кураж ужинают в ресторане, поскольку Мюриэл заболела. Кураж начинает подозревать владельцев заведения в каннибализме. |
| 22      | Клуб Котц                                 | Когда Юстас, Мюриел и Кураж отправились в круиз, случилось кораблекрушение, после чего их выкинуло на необитаемый остров, где их ждала встреча с Котцом. |
| 23      | Возвращение инопланетного захватчика      | После того, как предыдущее покушение завоевать мир инопланетной курицей закончилось провалом (Кураж с помощью бластера курицы превратил её в жареную), она возвращается на Землю что бы найти себе голову, а именно − снять её с Мюриел. |
| 24      | Путешествие к центру Нигде                | Во время засухи рассвирепевшие разумные баклажаны собираются напасть на Мюриэл и съесть её. |
| 25      | Мюриэл девочка                            | На ферму налетает разрушительный ураган-вертун, который унёс Мюриел на милю и сделал её 3,5-летней врединой. |
| 26      | Великий Фусилли                           | Аллигатор Великий Фусилли приглашает всех троих играть в его театре. Но Кураж узнаёт, что Фусилли превращает всех своих актёров в марионеток. |

### Сезон 2
| № серии | Название серии           | Сюжет |
| ------- | ------------------------ | --- |
| 27      | Волшебное дерево         | На ферме выросло волшебное дерево, исполняющие желания, но Юстас хочет от него избавиться, потому что с волшебным деревом Мюриэл больше не зависит от его помощи и не умоляет его помогать ей по хозяйству. |
| 28      | Робот Рэнди              | Космо-роботы очень жестоки, но Рэнди не такой. |
| 29      | Проклятие Ширли          | Ширли наложила на Юстаса проклятие за его жадность. |
| 30      | Кураж в большом городе   | Мюриел прислали приглашение в "Music Hall" что бы она сыграла на ситаре так как она победила в конкурсе. И вот они все вместе отправились в Нью-Йорк. Возле "Music Hall" их ждал большой таракан Бушвик который отвел их в комнату псевдо для репетиций, а Куражу сказал что бы тот принес ему пакет до начала представления иначе Мюриел конец.                     |
| 31      | Семейный бизнес          | В дом Бэггов неожиданно врывается спасающийся от погони психически больной бандит, который затем принимает обитателей дома за своих родственников и отправляется с ними грабить гору Рашмор. |
| 32      | 1000 лет впереди         | Астероид, попавший в Землю, перебрасывает Юстаса, Мюриэл и Куража в 3001 год в котором проживают разумные бананы. |
| 33      | Кураж и мумия            | На ферму к Мюриел и Юстасу приходит археолог и рассказывает древнюю историю о пекаре, который готовил печенье для принцессы. Но перед тем как передать этот продукт, придворный подхалим воровал его, обвиняя во всем пекаря. После этого принцесса приказала выщипать пекарю брови, зашить губы и мумифицировать. И теперь дух пекаря не спокоен и хочет отомстить. |
| 34      | Мюриэл невидимка         | Камень, который находит Кураж, превращает Мюриэл в невидимку. |
| 35      | Рекламный трюк           | Доктор Гербилл с помощью пылесоса уменьшает Мюриэл и Юстаса. |
| 36      | Миссия на солнце         | Солнце вот-вот погаснет. |
| 37      | Кураж муха               | Соседский подросток превращает Куража в муху. |
| 38      | Сладкий рецепт Котца     | Котц мстит Мюриел за то, что он постоянно занимает вторые места в кулинарных конкурсах, а первые места всегда достаются Мюриел. |
| 39      | Невероятное телевидение  | Ле Кряк возвращается! Он гипнотизирует Мюриэл и Юстаса с помощью телевизора, чтобы они украли деньги из штаба лотереи. |
| 40      | Великолепная мега Мюриэл | Компьютер Куража решает показать, что значит быть смелым. |
| 41      | Банный день              | Доктора Виндалу подкупили, чтобы тот сообщил, что у Мюриэль редкая группа крови, Мужество должно спасти Мюриэль от Рост Индастриз и матери Юстаса, Ма. |
| 42      | Запретная золотая кепка  | Юстасу очень хочется завладеть запретной золотой кепкой. |
| 43      | Дракон на реке зла       | Юстас, Мюриэл и Кураж отправляются в морское путешествие. Но по приказу капитана-пирата они должны поймать дракона, который обитает на реке зла. |
| 44      | Трансплантант            | Юстас сломал спину. Доктору Виндалу нужен трансплантант, чтобы он прооперировал Юстаса. Кураж даёт ему кость, но это была кость монстра кенгуру. |
| 45      | Поломка — звонить Да     | В дом приходит инопланетянин и забирает у Мюриэл доброту. |
| 46      | Кураж ковбой             | Куражу снится сон. Он Ковбой и ему нужно победить таинственного Кнута |
| 47      | Хитрый жук               | Юстас сбивает по дороге домой жука, и Мюриэл предлагает жуку подлечиться у них дома. Жук подхалимничает к хозяевам дома, и под видом массажа, забирает их жизненную силу. |
| 48      | Призрак Макужас          | На ферме поселяется призрак жены у которой мужа съело лох-несское чудовище, призрак думает что это прабабушка Мюриэл закинула его, а это прабабушка мамы Юстаса. |
| 49      | Дом тревоги нашей        | В доме Мюриэл и Юстаса появляется дух осенней луны. Он ставит их перед условием, что до полуночи они должны вырастить хоть что-то на своей ферме, или должны будут покинуть свой дом. |
| 50      | Нападение песчаного кита | Покойный отец Юстаса должник. Расплатится ли Юстас за своего отца? |
| 51      | Башня доктора Жалоста    | Злой Доктор делает всех несчастными. |

### Сезон 3
| № серии | Название серии             | Сюжет |
| ------- | -------------------------- | --- |
| 52      | Мюриэл встречает соперницу | Воровка Мари подставила Мюриэл, подкинув на место преступления её семейные документы. |
| 53      | Кураж против Мега-Куража   | Соседский подросток сделал механического пса Мега-Куража, который хорошо заменяет настоящего Куража семье. |
| 54      | Лагерь ужаса               | Вся семья отправилась отдыхать в палаточный лагерь города Нигде. Ночью Юстаса заманили далеко в лес, когда Мюриэл пошла искать его, на неё напали и похитили маленькие еноты, а Куража они приковали цепью к дереву. Но как оказалось, они просто искали себе семью. |
| 55      | Причуды звукозаписи        | Юстас находит пластинку Вельветового Вика, и привозит её домой. Когда он слушает её, из граммофона вылезает сам Вельветовый Вик, и начинает играть на семейном пианино. Он просит Мюриэл подыграть ему, а сам выключает музыку. Мюриэл засосало в граммофон. |
| 56      | Непогода                   | Девушка потеряла свою собачку, но она нуждается в любви, и при встрече с Куражем влюбляется в него. Мюриэл ревнует, и всё это доходит до спора, пока Кураж не отправился на поиски собаки. |
| 57      | Сладкий сон                | Злодей снов давно уже не может уснуть. Он похитил сон у Мюриэл и скрылся. |
| 58      | Кураж - компьютерный гений | На компьютер Куража была совершена вирусная атака. Мюриэл нажала на кнопку, и её затянуло в компьютер. Кураж отправился в компьютерный мир, спасать Мюриэл. |
| 59      | Полёт валькирий            | Четыре сестры валькирии воюют против троллей. Одна из них (Бронхильда), влюбилась в тролля и тайно играет свадьбу в убежище. Тем временем сёстры нашли Мюриэл и подумали, что это Бронхильда. Когда начинается очередная схватка между троллями и сёстрами валькириями, они случайно находят место, где и происходит свадьба. Победила любовь.                                                                          |
| 60      | Синие человечки            | Синие человечки живут в своём коралле. Мама Юстаса начала охотиться на их кораллы, чтобы сделать потом из них парики. Кураж и Мюриэл спасают коралл. |
| 61      | Конвей грязнуля            | Конвей утверждает, что для пыль и грязь продлевают жизнь. Эти принципы он навязывает семье Куража. |
| 62      | Котц под водой             | Капитан Котц заманивает людей (в частности и Мюриэл) в круиз на подлодку, после чего намеревается взорвать её. |
| 63      | Занавес жестокости         | По всему городу Нигде прошла волна жестокости, все жители стали злыми и неуважительными, но на Мюриэл и Куража это не подействовало. Мюриэл обвиняют в доброте, и пытаются перевоспитать. Кураж находит источник жестокости и пытается противостоять ему. |
| 64      | Жабий пир                  | Жабий пруд высох, в поисках нового пруда они пришли в дом Куража. Устроив в доме пруд, решили подкрепиться, но Кураж устроит им вкусный обед, который они надолго запомнят. |
| 65      | Червяк и Роза              | Кураж находит во дворе червя, а через какое-то время на летающей тарелке за червём прилетают некие двое. Когда они его достали из под земли, оказалось, что червь невероятных размеров. Червь съедает Мюриэл и тех двух, чтобы их вызволить пока их не переварило, необходимо лететь в другую галактику к хозяйке червя. Кураж не теряет надежды, заманивает червя на летающую тарелку, и берёт курс на другую планету. |
| 66      | И вот мы в Лувре           | Семья Куража получила путёвку в Париж. Так случилось, что они остались заперты в Лувре на ночь. Венера с Марсом стали вряд, что оживило Мону Лизу и скульптуру «Мыслитель», они выбрались на волю, а Юстаса с Мюриэл поместили на свои места. Куража ждали невероятные приключения по музею. |
| 67      | Ночь пугала                | Пугало разучился пугать, как он не пытался - ничего не выходит, но Мюриэл успокаивает его. Ночью пугало поработал над собой и принялся экспериментировать на семье Куража свою силу, защищая вместо огорода Мюриэл. |
| 68      | Магия Мондо                | Какое-то неизвестное существо прикрываясь фокусником проникло в дом Куража и его семьи. Это существо пытается сделать Мюриэл своей женой, подобной ему по внешности. |
| 69      | Присмотри за птичками      | Мюриэл похищает огромная птица, она заставляет её присмотреть за птенцами, пока она будет на холостяцкой вечеринке. |
| 70      | Скользкая рыбка            | Рыба предлагает семье Куража поехать на родину Мюриэл бесплатно. Но привозит их к подводному трибуналу на дне океана, который хочет перевоспитать всех, кто дышит воздухом. |
| 71      | Гадкие, злые люди          | Квентин Тарантело возвращается. Теперь он снимает фильм о семье Куража и пытается создать прототип гадкого, злого фермера. |
| 72      | Купол смерти               | У Юстаса с Мюриэл давно ничего не растёт на ферме. Увидев рекламу, они заказывают себе купол, который обещает невероятный урожай на протяжении всей жизни. Но овощи, которые хочет съесть Юстас, хотят съесть его самого, ну и не только его. |
| 73      | Месть Снеговика            | Живой говорящий Снеговик вернулся. Теперь он в доме Куража, и хочет превратить город Нигде в северный полюс. |
| 74      | Клуб Стёганых Одеял        | Сёстры Стич сделали Мюриэл частью своего одеяла. |
| 75      | Ветер обмана               | Юстас обманул медиума Ширли, за что она наслала на него и Мюриэл проклятье. Теперь они друг друга обманывают. |
| 76      | Король Флана               | Сумасшедший, именующий себя королём Флана, гипнотизирует людей, заставляя покупать его пищу, которая всё манит и манит. |
| 77      | Кураж внутри вулкана       | Кураж должен найти бога вулкана или Мюриэл конец. |

### Сезон 4
| № серии | Название серии                    | Сюжет |
| ------- | --------------------------------- | --- |
| 78      | Для чего бобру хвост              | Бобёр построил плотину и это привело к тому, что река Нигде вышла из берегов. Дом Куража уже стоит в воде, а вода всё прибывает и прибывает. |
| 79      | Щелкунчик                         | Семья Куража копается на местной свалке, Кураж находит щелкунчика. Приближается ночь, и по всей свалке появляются крысы, они попытаются приготовить семью Куража на ужин. |
| 80      | Рампдул Килтскин                  | Шотландский родственник Мюриэл умер, теперь только она знает как ткать семейный килт. Кураж и Мюриэл отправляются в Шотландию, где псевдопрадядя Энгус заставляет её соткать 5 тысяч килтов до восхода солнца. |
| 81      | Вызов на дом                      | Одинокий доктор Герхорд оживил свой дом с помощью музыки, но он оказался скучным, поэтому Герхорд мечтает о соседях. С помощью музыки, он завлекает дом Куража к себе. Всё было бы неплохо, если бы его дом не ревновал его к соседям. |
| 82      | Воздушный пират                   | Подлый и коварный вор Ле-Кряк подсовывает в дом Юстаса рецепты блюд Швеции. Одержимая Мюриэл хочет приготовить одно из блюд и тут Ле-Кряк предлагает ехать в Швецию,но вовсе не за рецептом... |
| 83      | Мельничные вандалы                | Мельница Юстаса поломалась, и он решает её починить. Но во время ремонта происходят страшные вещи: на наших героев нападает мёртвая армия вандалов. |
| 84      | Необычная простуда                | Мюриэл подхватывает странную простуду которую можно излечить только одним средством.Кураж отправляется в опасное путешествие. |
| 85      | Фермер-охотник и фермер-добыча    | Юстас отправляется на охоту, но по своей глупости становится добычей для других охотников. |
| 86      | Невеста Болотного Монстра         | Болотный монстр проснулся и принял Мюриэл за свою невесту. |
| 87      | Козлиная боль                     | У Мюриэл болит сустав, её вылечит лишь горячий источник на вершине горы Нигде, но оттуда никто не возвращался. |
| 88      | Мюриэл взрывается                 | Мюриэл съедает морковь, которая вырастает и взрывается внутри неё. У Куража есть немного времени, чтобы спасти свою хозяйку. |
| 89      | Кураж и силуэты                   | Старый мастер стремится предать жизнь своим творениям - бумажным силуэтам.Он копирует форму Юстаса и Мюриэл и создаёт новые живые творения. |
| 90      | Маска                             | Необычная незнакомка в маске рассказывает нашим героям свою судьбу - её подругу похитил гангстер и с тех пор она ненавидит собак.Куражу приходится не сладко, но он решается ей помочь. |
| 91      | Крадущийся тигр, притаившийся пёс | Императрице Китая нужны кости самого доброго человека, и ей оказывается Мюриэл. |
| 92      | Молчание Мюриэл                   | Мюриел решила замолчать из-за того что Юстас грубит и не слушает её.Кураж постарается принять меры что бы хозяйка заговорила,а то худо будет... |
| 93      | Фермер-пловец                     | Юстас хочет победить дельфина. В первый раз Юстас проигрывает и берет реванш. Мюриэл уговаривает Куража помочь Юстасу победить дельфина. |
| 94      | Обед дракона                      | Кураж решил помочь дракону научиться летать,а то он съест его семью. |
| 95      | Почему в небе зажигаются звезды   | Инопланетные осминоги делают звёзды на небе. Тем временем один осминог приземляется на Землю. Военные узнают про осминога и ставят над ним опыты. Кураж должен подложить яйца её детёнышей ей самой, потому что если не подложить ей яйца, то не будет других звёзд на небе.                                                                                                 |
| 96      | Цыпленок из открытого космоса     | Сыновья инопланетной курицы летят отомстить Куражу за своего отца. |
| 97      | Подопытный пёс                    | Раса инопланетян с множеством конечностей прибывает на Землю в поисках лекарства от вируса, из-за которого они продолжают бить себя. Они экспериментируют с Мюриэль и Юстасом, позволяя им отрастить больше рук. |
| 98      | Страшная месть                    | Давние враги Куража мечтают о мести и похищают Мюриел. Сможет ли пёсик спасти свою хозяйку. |
| 99      | Кураж на сцене                    | Кураж и его владельцы приходят в «Голловуд». Но, упав в люк, они сталкиваются с гигантским существом, похожим на плод, которое требует развлечения. Он объясняет им, что если ему понравятся их выступления, он раздаст гламурные призы. Мужество должно найти истинное «я» зверя через его сердце.                                                                          |
| 100     | Гнев библиотекаря                 | Кураж не вернул библиотечную книгу в срок. Библиотекарь в ярости напустила заклятье на Юстаса и Мюриел превращая их в книжных героев. |
| 101     | Воспоминания о детстве            | Кураж вспоминает о своих родных, которых похитил злобный ветеринар. Случайно оказавшись в той же клинике, он сам же едва не повторяет участь своих родителей. |
| 102     | Как стать лучшим                  | Кураж узнаёт что значит стать лучшим. К нему приходит строгая учительница которая является проявлением собственных сомнений и неуверенности смелости, которые Куража преследуют. Она строго обучает его тому, чтобы он стал идеальным псом, но в конце концов Кураж узнает, что идеальных вещей не существует, и принимает тот факт, что он совершенен таким, какой он есть. |

## Персонажи

### Главные герои

#### Кураж
Кураж — самый трусливый пёс в мире. Маленьким щенком он был разлучён с родителями (см. предпоследнюю серию 4 сезона). Но добрая дама Мюриэл Бэгг нашла и приютила его. И теперь он живёт в городе Нигде с Мюриэл и Юстасом — его хозяином. Юстас вечно ругает Куража; Кураж всегда влипает в историю!
Несмотря на своё бравое имя, Кураж боится всего и вся и всегда безошибочно чувствует приближение опасности. Однако когда его семье грозит беда, он всегда преодолевает свой страх и спасает хозяев. Часто, когда Кураж вынужден идти на риск ради ближних, он сопровождает свои поступки фразой: «Чего не сделаешь ради любви!». Кураж нередко получает травмы и увечья, однако на нём всё «заживает как на собаке». Он терпеть не может всяческие приключения и авантюры, предпочитая спокойное и тихое времяпрепровождение. Больше всего на свете Кураж любит дремать на коленях Мюриэл, когда та отдыхает в кресле-качалке. Хобби Куража — закапывание различных предметов (по большей части, костей) в окрестностях дома с последующим их поиском. Иногда это развлечение приводит к новым неприятностям: так, в одной серии («Гнев библиотекаря») Кураж находит зарытую книгу, которую давным-давно должен был сдать в библиотеку; в другой («Путешествие к центру Нигде») — обнаруживает подземную популяцию разумных и агрессивных баклажанов, в третьей («Проклятие фараона Рамзеса») — древнеегипетскую плиту, зарытую накануне грабителями, а в специальном эпизоде(«Туман Куража») — медальон, который пробуждает духа, что хотел забрать Мюриэл к себе. Он умеет работать на компьютере, советы которого нередко помогают ему в борьбе с различного рода проблемами. Особые приметы Куража — лиловый окрас шерсти, тёмно-бордовый язык, который он иногда использует в качестве «третьей руки», и передний зуб с дыркой. Также у этого персонажа есть 2 уникальных свойства: первое — это способность принимать различные формы, когда он объясняет кому-то о грядущей опасности или если ему необходимо пройти незамеченным на хорошо охраняемый объект; второе — это потеря какой-либо части его тела, когда впервые видит опасность своими глазами.

#### Мюриэл Бэгг
Пожилая дама, проживающая на одинокой ферме вместе со своим мужем Юстасом и Куражом. Мюриэл очень добрая, великодушная, сердобольная и отзывчивая женщина, которая просто обожает своего любимого пса и любит своего мужа, несмотря на постоянное ворчание и недовольство последнего. Однако несмотря на это, Мюриэл может с лёгкостью треснуть кого-нибудь скалкой по башке за нехорошее поведение (чаще всего этим «кем-то» становится сам Юстас). В плане внешности она олицетворяет символ доброты, простоты и миролюбия. Мюриэл — полноватая бабушка с кудрявыми седыми волосами и очень доброй улыбкой, носит круглые очки, через которые невозможно увидеть глаза, но в серии «Мюриэл встречает соперницу» она некоторое время ходит без очков. Мюриэл очень любит готовить: во все свои блюда (включая варенье) неизменно добавляет уксус в разных количествах, что иногда вызывает чувство отвращения у её питомца, когда он об этом слышит. Мюриэл умеет готовить восхитительные сладости, за которые постоянно получает первые места в кулинарных конкурсах. 
По сюжету мультфильма Мюриэл часто становится жертвой какого-нибудь злодеяния, однако в большинстве случаев даже и не подозревает об этом. В результате её спасает Кураж и заканчивается всё тем, что он сидит у неё на коленях, пока она смотрит телевизор, покачиваясь в своём кресле-качалке.

#### Юстас Бэгг
Старый фермер, проживающий в своём собственном доме далеко от города. Юстас женат на Мюриэл. Говорят, что муж и жена со временем становятся похожи друг на друга. В ситуации между Юстасом и Мюриэл это расхожее мнение не имеет силы. Единственное в чём похожи муж и жена — это очки, которые у них абсолютно одинаковые, хотя в сериях «Проклятие Ширли» и «Воздушный пират» Юстаса можно увидеть и без очков. Юстас отличается скверным ворчливым характером; его не волнует никто вокруг, и поэтому он предпочитает сидеть в своём большом кресле и читать свежую газету. Однако у старика иногда просыпается чувство чёрного жестокого юмора по отношению к псу Мюриэл Куражу (которого он недолюбливает и называет глупым псом). Он знает, как труслив этот пёс, поэтому иногда пугает его, доводя того до истерики (любимая шутка — это резкое и неожиданное надевание уродливой страшной маски или раздувание больших глаз). Также Юстас очень жаден и готов пожертвовать многим, чтобы сохранить что-то важное или достать что-то ценное. В плане внешности Юстас — полная противоположность Мюриэл. Он страшно худой; волос на голове нет, поэтому голова, по мнению матери Юстаса, похожа на бильярдный шар; зубов также нет; когда Юстас кричит, виден отвратительный прыщавый язык.

### Злодеи

#### Котц
Котц — наиболее часто повторяющийся отрицательный персонаж сериала: тощий прямоходящий кот ярко-красного цвета. Появляется в сериале четыре раза (не считая серии "Страшная месть", где некоторые злодеи собираются вместе), начиная с самой первой серии («Ночь в Котц-мотеле»): его появление всегда сопровождается зловещей музыкой. Практически в каждой серии Котц появляется в роли работника сферы услуг: администратора в мотеле, хозяина клуба на тропических островах, организатора круизов. Весь его бизнес неизменно преследует какую-либо зловещую цель. Внешне Котц может показаться благовоспитанным персонажем: он вежлив, предупредителен, интеллигентен. Однако за этой оболочкой скрывается злобный холодный ум и грубые манеры. Котц ненавидит собак: все его бизнес-предприятия основаны на одном принципе — «Никаких услуг для собак». Он один из наиболее упорных врагов Куража и всегда стремится унизить и оскорбить пса. К Мюриэл он относится недоброжелательно — поскольку наряду с ней участвует в кулинарных конкурсах и каждый год неизменно занимает лишь второе место, в то время как она получает первое место. Терпя поражение в какой-либо ситуации, Котц неизменно произносит зловещую фразу: «Зря вы это сделали!» или «Напрасно вы это сделали!».

#### Большая нога
Ещё один отрицательный персонаж этого мультсериала, встречающийся в сериях «Большая нога» и «Страшная месть». Этот персонаж появился в результате обострения грибковой инфекции, возникшей на левой ноге Юстаса. В плане внешности это разросшаяся до гигантских размеров человеческая ступня; каждый палец которой имеет рот, глаза и умеет разговаривать, причём в основном говорит большой палец, у которого есть ноготь и светлая область вокруг рта; сиреневого окраса, покрытая множеством жёлтых волдырей. Её главный смысл жизни — грабежи и разбои.

#### Ле кряк
Второй по частоте появлений отрицательный персонаж, появляющийся в трех собственных эпизодах и одном общем («Страшная месть»). С виду это селезень, скорее всего — выходец из Франции, так как говорит с акцентом. У него всегда нахмурены брови, что его и «выдаёт» за жулика. В каждой серии он исполняет те или иные услуги, например лечение амнезии.

#### Жестокий Ветеринар
Незначительный, но важный злодей Куража - трусливого пса, он был человеком, который ответственен за то, что забрал родителей Куража и запустил их в космос, когда он был младенцем для эксперимента (который позже потерпел неудачу) и сделал последнего сиротой, пока он был принят Мюриэль. Он захватил их, посадил на ракетный корабль, запущенный из его так называемой «больницы для животных» под названием «Домашние животные завтрашнего дня», и отправил их в космос в рамках своего эксперимента по разведению, чтобы увидеть, что они превратятся в супердогов. Однако Кураж избежал этой участи и был усыновлен Мюриэль. Спустя годы он пытается сделать то же самое с Куражом, узнав его из прошлого. Когда Мюриэль и Юстас пытаются спасти Куража, а также обнаружить его эксперимент, он решает, что он не может позволить своей операции и исследованиям быть обнаруженными и скомпрометированными для общественности. Поэтому он решает бросить Мюриэль и Юстаса в ракету, чтобы отправить их в космос. Однако Кураж спасает своих владельцев и запирает Жестокого Ветеринара внутри ракеты. После Т-0 ракетные двигатели под ним загораются, и ракета запускает, отправляя ветеринара в космос. При аварийной посадке на планете он обнаружил, что все собаки выжили, включая родителей Куража, что означало, что его эксперимент по разведению, чтобы увидеть, что они превратятся в супердогов, не удался. Затем он окаменел, когда его утащили в сеть и напали мстительные собаки за кадром за его действия. Он слышал крики от боли во время атаки.

### Другие

#### Компьютер
Персональный компьютер Куража, установленный на чердаке дома Юстаса. Кураж всегда обращается к нему за советом, когда ему необходима помощь в борьбе против очередной напасти. Возможности этого компьютера значительно превышают возможности простого: так, он наделён речью (при этом говорит с сильным британским акцентом), и свои советы нередко сопровождает язвительными замечаниями или шутками в жанре чёрного юмора. Обладает веб-камерой, к примеру в серии «Великолепная мега-Мюриэл» он может видеть, как Кураж отключает его. Способен использовать некоторые свои устройства не по назначению (например, в одной из серий («Большая нога») использует CD-rom для анализа образца ткани).

#### Ширли Медиум
Ширли — маленькая собачка породы чихуахуа: её отличительные приметы — бледно-зелёный окрас, острые уши и большие глаза. Ширли всегда одевается как цыганка-гадалка. Она проживает в небольшом фургоне, заваленном изнутри всяким хламом (в том числе оккультного характера), которым приторговывает. Ширли обладает настоящим даром медиума: способна общаться с духами мёртвых и является специалистом в области всего потустороннего. Кураж обращается к ней, если ему требуется совет относительно чего-либо паранормального. Во время разговора с ним Ширли нередко играет на саксофоне в паузах между предложениями, иногда завершая игру протяжным соло. В отличие от большинства героев сериала, всегда понимает речь Куража.

#### Доктор Виндалу
Усатый врач родом из Индии, говорящий с сильным акцентом. Работает в клинике города Нигде: к нему нередко обращается за медицинской помощью семья Бэггов. Обычно заявляет пациенту, что с ним либо всё в порядке, либо он ничем не может помочь.

#### Снежный человек
Снежный человек из серии «Кураж и Снежный человек». Его настоящее имя Теодор. Появился в краях Нигде и начал терроризировать город. За его поимку музей города Нигде предложил награду. По словам «Телеканала Нигде», снежный человек потопил Титаник, отбил нос Сфинксу и разрушил Колизей.

#### Горбун
Горбун — это небольшое карликовое существо, которое ищет приюта в городе Нигде. Этот персонаж встречается в серии «Горбун из города Нигде». Многие люди не желают приютить его из-за его уродливой внешности: один глаз заметно отличающийся от другого и сильно скривленная спина, за что и прозвали этого персонажа. Наконец он находит приют у семейки Беггов, в которой он сразу подружился с Мюриэл и, прежде всего, с Куражом. Его любимое увлечение — игра на колокольчиках, с которыми пробовал играть Кураж.

#### Мать Юстаса
Мать Юстаса — ещё один персонаж, довольно часто встречающийся в некоторых сериях. Она впервые встречается в серии «Мамин день». Это женщина небольшого роста, которая живёт в трейлере вдали от города. Если учесть тот факт, что её сын Юстас уже пожилого возраста, то она совсем старая женщина. Тем не менее, по неизвестным причинам мать Юстаса явно выглядит значительно моложе своего возраста. Единственное, что объединяет её и Юстаса — это наличие очков (они не круглые, как у Юстаса, а тонкие и прямоугольные) и отсутствие волос на голове. Поэтому она, так же как и её сын носит кепку, носит высокий парик красно-розового цвета, потому что страдает комплексом неполноценности: мать Юстаса считает, что без этого парика она выглядит просто ужасно. Если парик падает с её головы, она сразу же начинает плакать и кричит: «Я — уродина!» Несмотря на пожилой возраст Юстаса, она называет его «малышом» и постоянно им командует. К Куражу мать Юстаса относится мягче, чем её сын, хотя иногда называет его «глупым псом», если тот в чём-то провинился. Мюриэл не хочет общаться с матерью Юстаса и считает, что она плохая женщина. Мать Юстаса работает в компании, которая производит парики, ставит различные эксперименты на волосах, и в одной из серий Мюриэл стала жертвой её экспериментов.

##### Фред
Безумный Фред (скорее всего «безумный» — прозвище) — второстепенный персонаж мультсериала (в эпизоде «Безумный Фред» — ключевой). Является племянником Мюриэл, и, вероятнее всего, он прежде несколько раз проходил лечение в психиатрических больницах (о чём свидетельствует повязка на его руке, имеющая телефонный номер одной из лечебниц для душевно больных). Работает брадобреем, и, вероятнее всего, имеет специфический рефлекс: начав стричь или брить кого-либо, он не может остановится, пока не удалит все волосы клиента. Так, к примеру, он обрил своего хомяка, свою подругу, посетителя свою парикмахерской и — в эпизоде «Безумный Фред» — Куража. Он с нежностью относится к своим родным, неизменно думает стихами (придерживаясь специфического лейтмотива — он повторяет слово «странный» в завершении каждой строфы).

##### Чарли Маус
Большой крыс, работает продавцом и официантом в кафе города Нигде. Хороший друг Куража, нередко помогает Куражу в сложных ситуациях. У Чарли имеется татуировка в виде якоря на руке. Чарли Маус довольно часто встречается во многих сериях.

##### Жан Бон
Свин, который работает мясником и поваром в городе Нигде. Довольно добрый и щедрый. Его жена изготавливают удивительные фигуры из гамбургеров, она также работает поваром (судя по серии «Бычьи головы»). Жан Бон довольно часто встречается во многих сериях.

##### Ди Лун
Подросток Китайско-Американского происхождения, довольно умный и одарённый, но самовлюблённый. У него несколько неряшливые черные волосы и носит черные солнцезащитные очки. Его обычно можно увидеть с белой майкой, синими шортами и сандалиями с цветами на них. Его тёти это злая и добрая Императрицы Китая. Любит опережать кого либо и опередив кричит: Смотри куда идёшь или смотри куда прёшь! На китайском языке его имя (大 龍, Di Lung, Ди Лун) означает «Большой дракон», что вероятно подтверждает тот факт, что он является королевским наследником (племянником китайских императриц). Ди Лун очень часто встречается во многих сериях.

##### Мать снежного человека
Довольно часто встречающийся персонаж мультсериала (например её можно заметить в сериях «Проклятие Ширли», «Червяк и Роза» и «Молчание Мюриэл»), это пожилая женщина, которая внешне очень похожа на мать Юстаса (также небольшого роста женщина с такими же чертами лица как и у матери Юстаса, также она носит аналогичные очки с небольшими прямоугольными линзами), только в отличие от матери Юстаса она без парика и носит на голове платок. Судя по эпизоду «Кураж и Снежный человек» она является мамой снежного человека.